# Hans Alexander Brunner
Hans Alexander Brunner (* 7. November 1895 in Wien; † 24. November 1968 ebenda) war ein österreichischer akademischer Maler.

## Leben
Brunner wurde als Sohn eines Fiakers geboren und studierte Landschafts-, Porträt- und Historienmalerei an der Akademie der bildenden Künste Wien. Von 1912 bis 1916 war er Schüler von Rudolf Jettmar, von 1916 bis 1918 von Kasimir Pochwalski und von 1918 bis 1920 besuchte er die Meisterschule bei Josef Jungwirth.
Nach Abschluss des Studiums war er zunächst als Berufsschullehrer tätig, um sich nach 1945 der Malerei mit religiösen Themen zu widmen.
Brunner verstarb am 24. November 1968 im Krankenhaus Lainz.

## Werke (Auswahl)

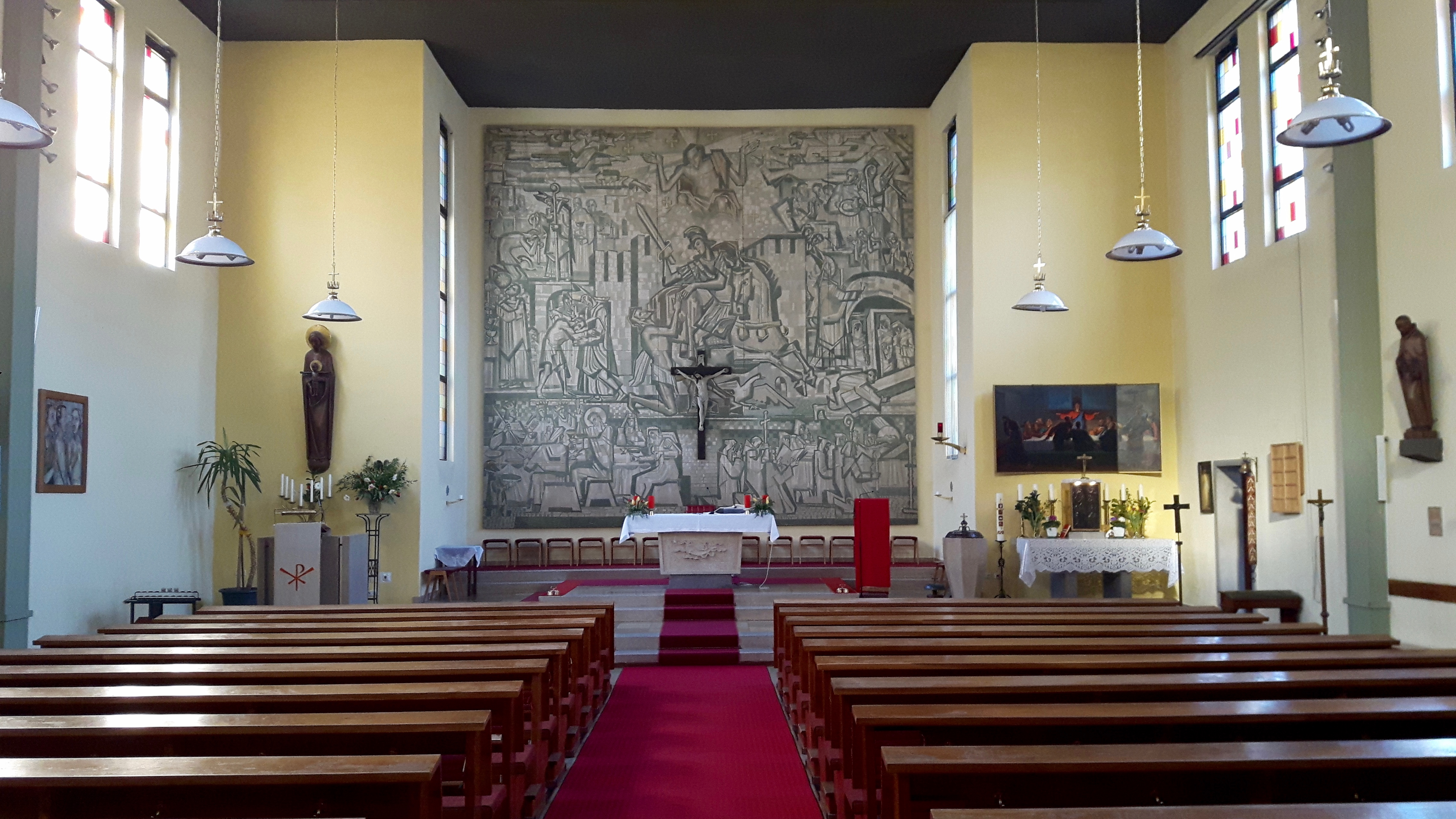
Hochaltarbild in der Pfarrkirche Siebenhirten in Wien

- 1953: Deckenfresko, Altargemälde und Kreuzwegbilder in der Pfarrkirche Neumargareten
- 1954: Gewölbemalereien in der Pfarrkirche Langenrohr
- 1955: Hochaltarbild in der Pfarrkirche Siebenhirten in Wien
- 1958: Deckenmalerei in Secco-Ausführung in der Pfarrkirche Sankt Andrä am Zicksee
- 1962: Hochaltarbild Der auferstandene Christus erscheint den Aposteln am See Genezareth in der Hernalser Pfarrkirche
- 1962: Zwei Fresken mit Szenen aus dem Alten und Neuen Testament im Chorraum der Antonskirche in Wien

## Auszeichnungen (Auswahl)
- Gundel-Preis
- Ehrenzeichen vom hl. Stephanus